# Jean de Merode
Jean Reichsgraf de Merode (* um 1589; † 8. Juli 1633 in Hessisch Oldendorf), auch Johann Reichsgraf von Merode, entstammte dem Haus Merode und war ein kaiserlicher General.

## Leben
Jean de Merode begann seine militärische Laufbahn in spanischen Diensten, ließ sich jedoch abwerben und kämpfte dann bei den Truppen Kaiser Rudolfs II. für das Heilige Römische Reich.
1619 wurde er zur Unterstützung Bucquoys nach Böhmen entsandt, wo er 1620 an der Schlacht am Weißen Berg  teilnahm. 1622 erhob ihn Kaiser Ferdinand II. zum Reichsgrafen. Im darauf folgenden Jahr avancierte Jean de Merode zum Oberst und befehligte unter Wallenstein wiederholt selbständige Unternehmungen, besonders in der Schweiz und in Italien, mit großem Geschick.
1627 eroberte er Fehmarn und 1629 sicherte er den Alpenübergang für die in den Mantuanischen Erbfolgekrieg eingreifenden kaiserlichen Truppen. 1631 zum Generalwachtmeister befördert, kämpfte de Merode seitdem in Westfalen und Niedersachsen und eroberte 1632 Wolfenbüttel und Hildesheim. Letztere Erfolge brachten ihm die Beförderung zum Feldzeugmeister ein. Nach der Schlacht von Lützen (16. November 1632) sicherte er Wallensteins Abzug.
Jean de Merode fiel am 8. Juli 1633 in der Schlacht bei Hessisch Oldendorf.

## Merode-Brüder
Als „Merode-Brüder“ wurden im Dreißigjährigen Krieg solche Kriegsversehrte bezeichnet, die den offiziellen Truppen – oft zusammen mit ihren Familien – nachfolgten und in ihrer Nähe kampierten. Dazu gehörten auch Reiter, die ihre Pferde verloren hatten. Sie lebten vom Plündern und Betteln und fielen als Marodeure sowohl den Bauern als auch den Truppen zur Last.
Der Schriftsteller Grimmelshausen erzählt im dreizehnten Kapitel des vierten Buches seines Romans Der abenteuerliche Simplicissimus von ihnen und bezieht ihren Namen auf einen nicht näher bezeichneten „dapffern Cavallier“, der einst ein neugeworbenes Regiment aus besonders schwachen Soldaten zur Armee gebracht habe: „Wo man einen oder mehr Krancke und Lahme auff dem Marck, in Häusern und hinder den Zäunen und Hecken antraff, und fragte, Was Regiments? so war gemeiniglich die Antwort, von Merode!“ Während Grimmelshausen sich dabei offensichtlich auf den kaiserlichen Obristen Johann II. von Mérode bezieht, wird der Ausdruck „Merode-Brüder“ in der germanistischen Forschung meist auf Truppen des braunschweigisch-lüneburgischen, dann schwedischen Obristen Werner von Merode bezogen, die 1635 an der Elbe meuterten und auseinanderliefen.